# Русини у Словаччині

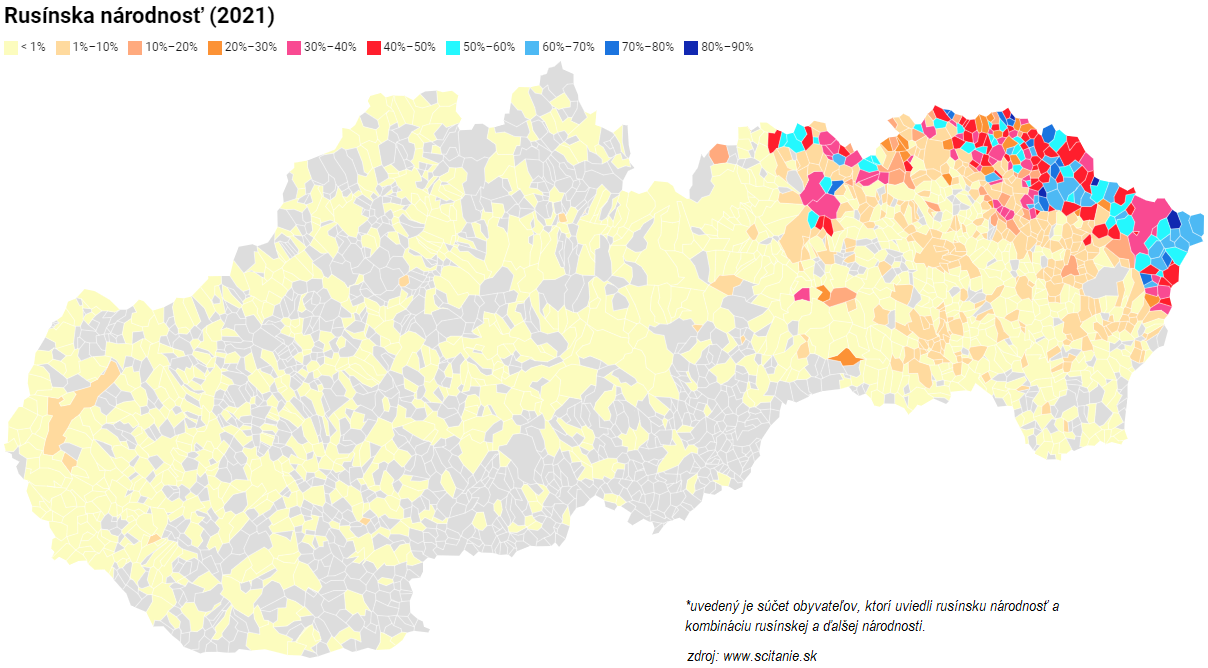
Русини у громадах Словаччини (у %), згідно з переписом 2021 року.

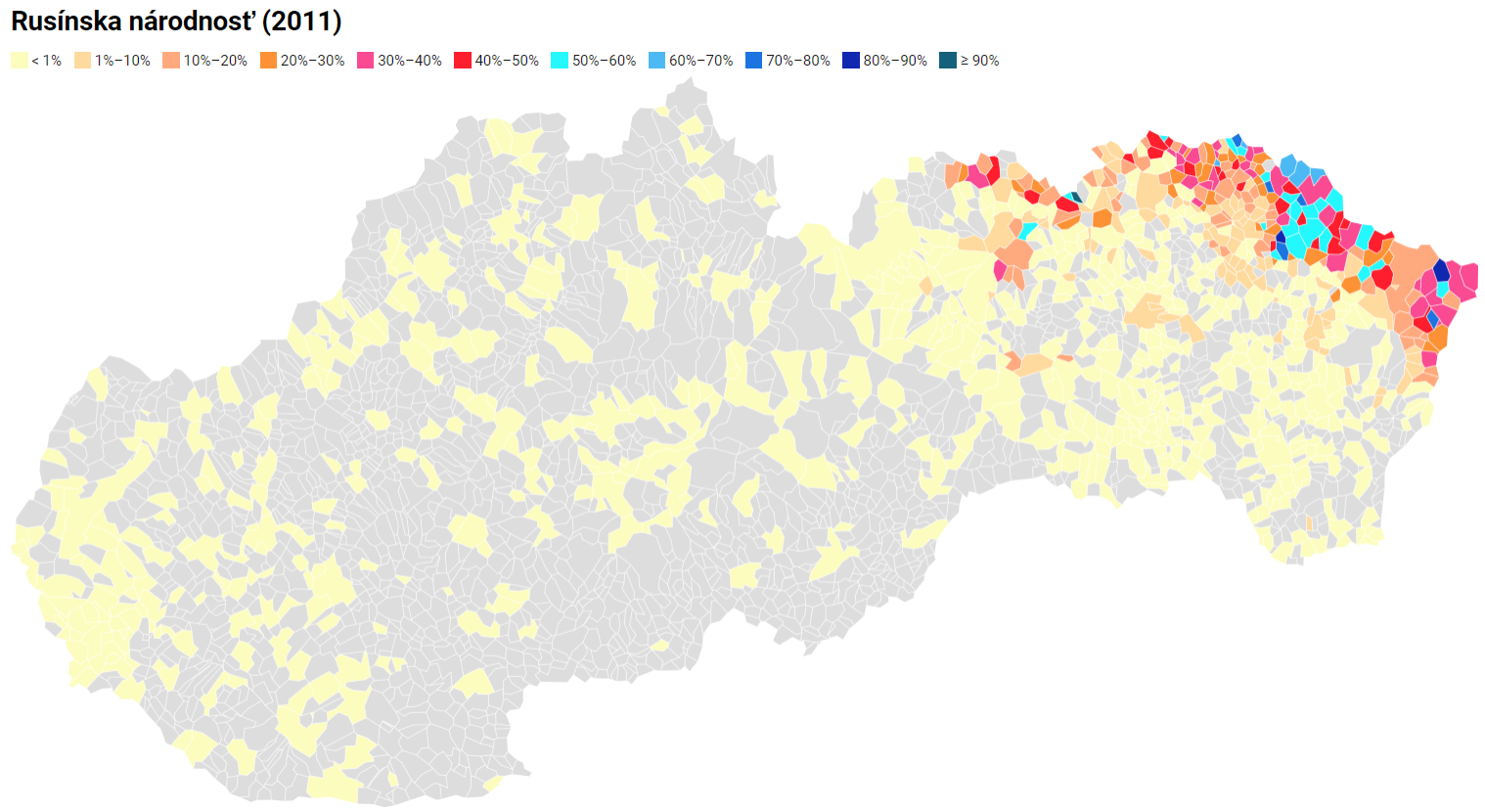
Відсоткове представництво русинського населення у громадах Словаччини за даними перепису 2011 р.

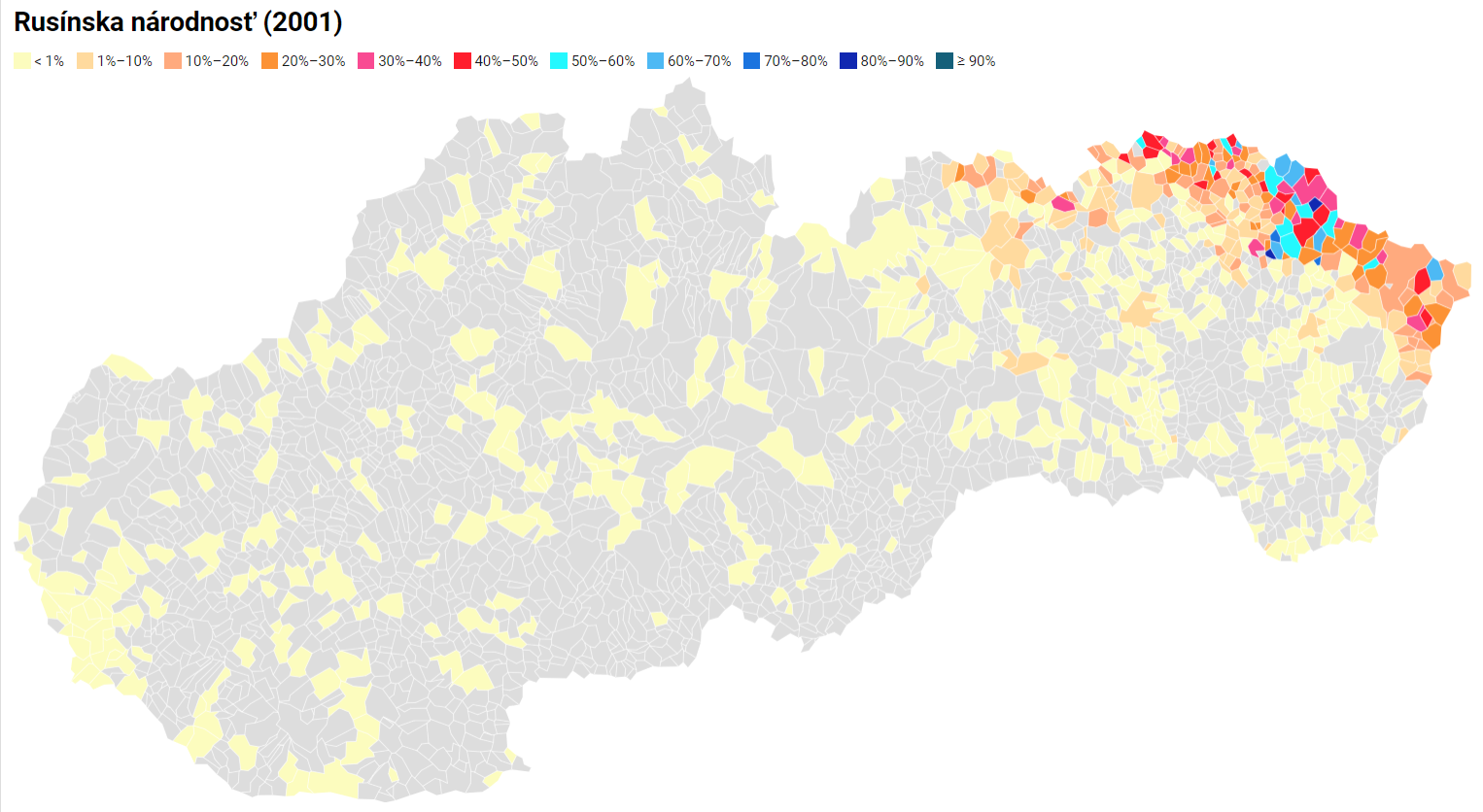
Відсоткове представництво русинського населення у громадах Словаччини за даними перепису 2001 р.

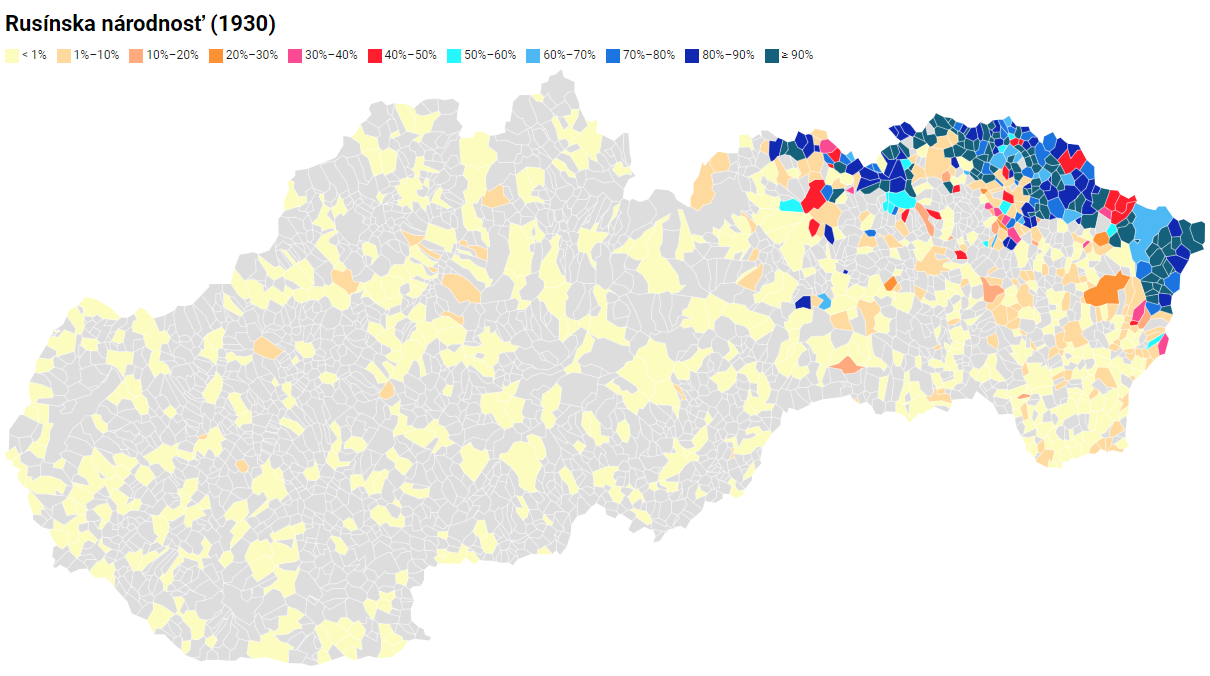
Русини у громадах Словаччини (у %) за переписом 1930 р.

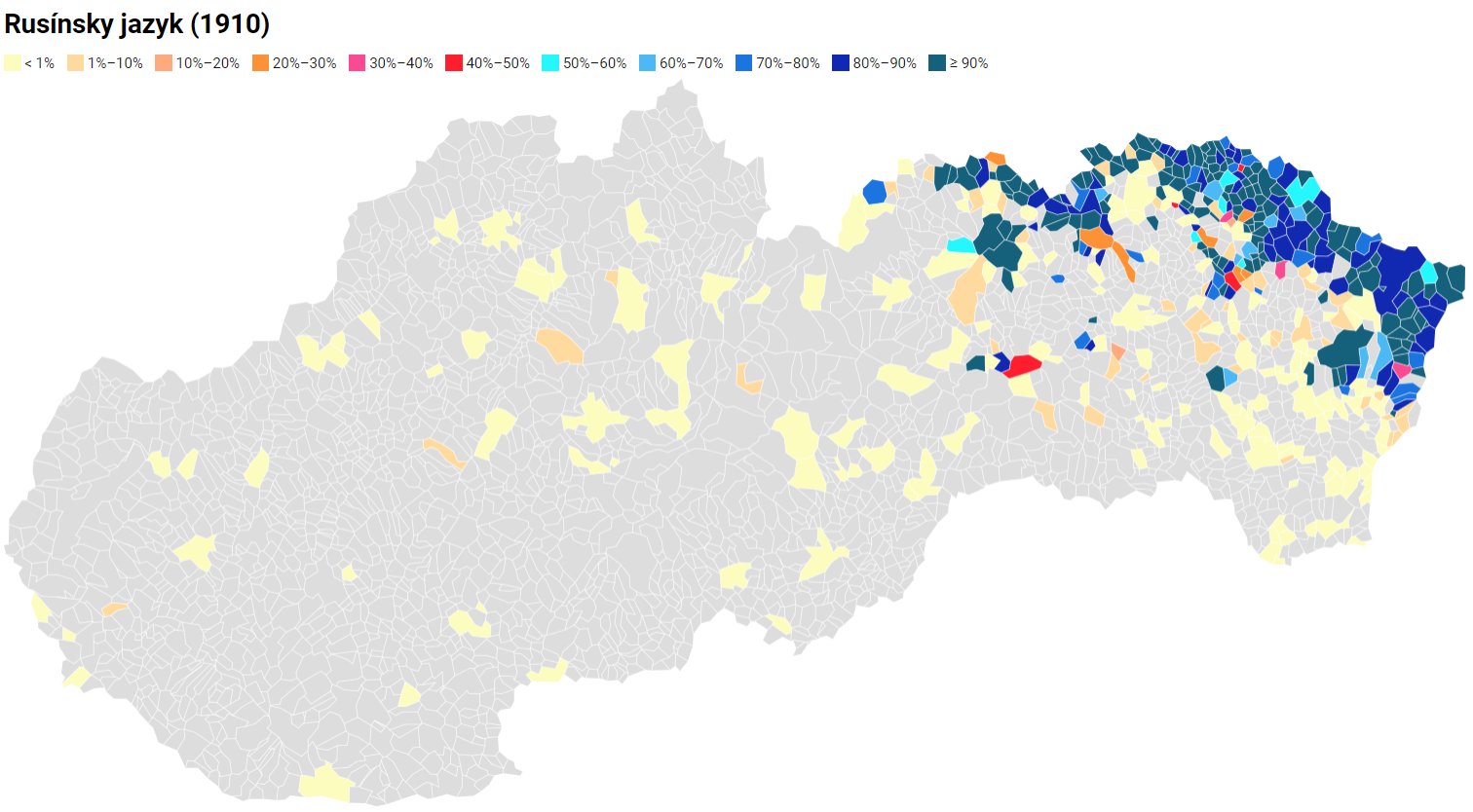
Русинська мова у громадах Словаччини (у %), згідно з переписом населення 1910 р.

Русини (словац. Rusíni, русин. Русины) — одна зі слов'янських національних меншин Словаччини, що населяє переважно схід і північний схід країни біля кордонів з Польщею та Україною. Під час перепису населення 2021 року національність «русин» зазначили 23,7 тис. жителів, що становило 0,44% населення Словаччини і зробило їх четвертою за чисельністю меншиною у Словаччині. Рідною мовою русинську назвали менш ніж 1% населення.
Згідно з переписом 2011 року, у Словаччині налічувалося 33 482 особи, які декларували русинську національність (0,6% від загальної кількості населення). За переписом 2001 року їх було 24 201 особа (0,4% від загальної кількості населення). Згідно з переписом 1991 року, русинську національність у Словаччині задекларували 17 197 осіб (0,3 % від загальної кількості населення).